# 威金斯 (密西西比州)
威金斯（英語：Wiggins）是一個位於美國密西西比州斯通縣的城市。根據2010年美國人口普查，該地共人口4,390人，而該地的面積約為29.20平方千米。同時該地也是斯通縣的縣治。

## 地理
威金斯的座標為30°51′31″N 89°08′16″W / 30.85861°N 89.13778°W，而該地的平均海拔高度為80米（即262英尺）。